# 미국의 제5군단장
제5(V)군단장(Commanding General of V Corps)은  1918년 7월 12일부터 2013년 9월 15일까지 존재했었던 미국 육군의 제5군단 지휘관 직책이다.

## 역사
제1차 세계 대전 당시 프랑스에 도착한 미국 원정군이 단위 부대를 조직하면서, 1918년 7월 12일에 제5군단이 창설되면서 윌리엄 W. 라이트 소장이 초대 군단장으로 임명되었다. 전후, 미국 본토로 귀환한 제5군단을 4번째 군단장인 조지 W. 리드 소장이 지휘하다가 1922년 10월 3일에 해산하였다. 군단의 역사는 18년간 끊겼다가, 1940년 10월 20일에 제5군단이 다시 소집되고 캠벨 하지스 소장이 다섯번째 군단장에 임명되면다. 이로서 제5(V)군단의 역사가 다시 이어지게 되었다. 이후, 제2차 세계 대전에 참전하여 북아프리카, 유럽에 투입되었다. 종전 이후에는 독일에 주둔하였는데, 냉전 동안 제7(VII)군단과 함께 미국 유럽 육군의 주요 전력이 되었다.

## 역대 군단장
| #    | 사진 | 성명                        | 취임일           | 이임일           | 비고        |
| ---- | ---- | --------------------------- | ---------------- | ---------------- | ----------- |
| 1    |      | 소장 윌리엄 W. 라이트       | 1918년 7월 12일  | 1918년 8월 20일  | 군단 창설   |
| 2    |      | 소장 조지 H. 카메론         | 1918년 8월 21일  | 1918년 10월 11일 |             |
| 3    |      | 소장 찰스 P. 서머올         | 1918년 10월 12일 | 1919년 5월 2일   |             |
| 4    |      | 소장 조지 W. 리드           | 1919년 5월 3일   | 1922년 10월 3일  | 군단 해산   |
| 5    |      | 소장 캠벨 하지스            | 1940년 10월 20일 | 1941년 3월 16일  | 군단 재소집 |
| 6    |      | 소장 에드문드 달리          | 1941년 3월 17일  | 1942년 1월 19일  |             |
| 7    |      | 소장 윌리엄 키              | 1942년 1월 10일  | 1942년 5월 19일  |             |
| 7    |      | 소장 러셀 하틀              | 1942년 5월 20일  | 1943년 7월 14일  |             |
| 8    |      | 소장 레너드 T. 게로         | 1943년 7월 15일  | 1944년 9월 17일  |             |
| 9    |      | 소장 에드워드 브룩스        | 1944년 9월 18일  | 1944년 10월 4일  |             |
| 10   |      | 소장 레너드 T. 게로         | 1944년 10월 5일  | 1945년 1월 14일  |             |
| 11   |      | 소장 클레렌스 R. 휴브너     | 1945년 1월 15일  | 1945년 11월 11일 |             |
| 12   |      | 소장 프랭크 W. 밀번         | 1945년 11월 12일 | 1946년 6월 6일   |             |
| 13   |      | 소장 올랜도 워드            | 1946년 6월 7일   | 1946년 11월 15일 |             |
| 14   |      | 소장 스테포드 L. 어윈       | 1946년 11월 16일 | 1948년 10월 31일 |             |
| 15   |      | 중장 존 하지                | 1948년 11월 1일  | 1950년 8월 31일  |             |
| 16   |      | 중장 존 레너드              | 1950년 9월 1일   | 1951년 6월 18일  |             |
| 17   |      | 준장 보니페이스 캠벨        | 1951년 6월 19일  | 1951년 8월       |             |
| 18   |      | 소장 존 E. 달퀴스트         | 1951년 8월       | 1953년 3월       |             |
| 17   |      | 소장 아이라 P. 스위프트     | 1953년 3월       | 1954년 6월       |             |
| 18   |      | 중장 찰스 E. 하트           | 1954년 6월       | 1956년 3월       |             |
| 19   |      | 중장 레뮤얼 메튜슨          | 1956년 3월       | 1957년 8월       |             |
| 20   |      | 중장 프랜시스 윌리엄 파렐   | 1957년 8월       | 1959년 3월       |             |
| 21   |      | 중장 폴 D. 애덤스           | 1959년 4월       | 1960년 10월      |             |
| 22   |      | 중장 프레데릭 브라운        | 1960년 10월      | 1961년 8월       |             |
| 23   |      | 중장 존 K. 워터스           | 1961년 8월       | 1962년 5월       |             |
| 24   |      | 중장 존 H. 마이켈리스       | 1962년           | 1963년 7월       |             |
| 25   |      | 중장 크레이턴 W. 에이브럼스 | 1963년 7월       | 1964년 8월       |             |
| 26   |      | 중장 제임스 H. 폴크         | 1964년 9월       | 1966년 2월       |             |
| 27   |      | 중장 조지 R. 마터           | 1966년 2월       | 1967년 5월       |             |
| 28   |      | 중장 앤드류 J. 보일         | 1967년 7월       | 1969년 7월       |             |
| 29   |      | 중장 클레어 E. 후친, Jr.    | 1969년 9월       | 1971년 1월       |             |
| 30   |      | 중장 윌라드 T. 피어슨       | 1971년 2월       | 1973년 5월       |             |
| 31   |      | 중장 윌리엄 R. 디소브리     | 1973년 6월       | August 1975년    |             |
| 32   |      | 중장 로버트 L. 페어         | 1975년 8월       | 1976년 1월       |             |
| 33   |      | 중장 돈 A. 스타리           | 1976년 2월       | 1977년 6월       |             |
| 34   |      | 중장 시드니 B. 베리         | 1977년 7월       | 1980년 2월       |             |
| 35   |      | 중장 윌라드 W. 스콧 Jr.     | 1980년 2월       | 1981년 7월       |             |
| 36   |      | 중장 폴 S. 윌리엄스, Jr.    | 1981년 7월       | 1984년 5월       |             |
| 37   |      | 중장 로버트 L. 웨첼         | 1984년 5월       | 1986년 6월       |             |
| 38   |      | 중장 콜린 파월              | 1986년 6월       | 1987년 1월       |             |
| 39   |      | 소장 링컨 존스 3세          | 1987년 1월       | 1987년 3월       |             |
| 40   |      | 중장 존 W. 우드멘세, Jr.    | 1987년 3월       | 1989년 7월       |             |
| 41   |      | 중장 조지 A. 조울완         | 1989년 8월       | 1990년 11월      |             |
| 42   |      | 중장 데이비드 M. 매드독스   | 1990년 11월 9일  | 1992년 6월 17일  |             |
| 43   |      | 중장 제리 R. 루터포드       | 1992년 6월 17일  | 1995년 4월 6일   |             |
| 44   |      | 중장 존 N. 에이브람스       | 1995년 4월 6일   | 1997년 7월 31일  |             |
| 45   |      | 중장 존 W. 헨드릭스         | 1997년 7월 31일  | 1999년 11월 16일 |             |
| 46   |      | 중장 제임스 라일리          | 1999년 11월 16일 | 2001년 7월 18일  |             |
| 47   |      | 중장 윌리엄 S. 윌라스       | 2001년 7월 18일  | 2003년 6월 14일  |             |
| 48   |      | 중장 리카르도 S. 산체스     | 2003년 6월 14일  | 2006년 9월 6일   |             |
| 49   |      | 소장 프레드 로빈슨          | 2006년 9월 6일   | 2007년 1월 19일  |             |
| 50   |      | 중장 제임스 D. 서먼         | 2007년 1월 19일  | 2007년 8월 8일   |             |
| 51   |      | 중장 케네스 w. 훈젠커       | 2007년 8월 8일   | 2009년 7월 31일  |             |
| 대행 |      | 준장 마이클 A. 라이언       | 2009년 8월 8일   | 2010년 11월 3일  |             |
| 대행 |      | 준장 앨런 바췌레트          | 2010년 11월 3일  | 2011년 6월       |             |
| 대행 |      | 준장 리키 깁스              | 2011년 6월       | 2012년 1월 10일  |             |
| 52   |      | 중장 제임스 L. 테리         | 2012년 1월 10일  | 2013년 9월 15일  | 군단 해산   |

## 참고
- Harold E., Raugh, Jr. (2009). 《United States. Dept. of Army. Headquarters, V Corps. "It Will Be Done!" U.S. Army V Corps, 1918–2009: a pictorial history》 (영어). 독일, 그라펜호퍼: Druckerei Hutzler.
- Dr. Charles E. Kirkpatrick (V Corps Historian).  Bill Roche (Layout and Design), 편집. “History of V Corps 'America's Victory Corps'” (PDF). 《www.usarmygermany.com》 (영어). V Corps Public Affair Office. 9쪽. 2018년 6월 2일에 확인함.